# UCI WorldTour Feminino de 2024
O UCI WorldTour Feminino 2024 é a nona edição do máximo calendário ciclista feminino a nível mundial.
O calendário tem 28 corridas, começando a 12 de janeiro com a disputa do Santos Women's Tour, na Austrália, e terminando a 20 de outubro com o Tour de Guangxi Feminino na República Popular da China.

## Equipas
Para a temporada de 2024 as equipas UCI Team Feminino são 15:
Neste ano estava previsto ter ocorrido uma promoção e uma despromoção, no entanto com o encerramento da equipa EF Education-TIBCO-SVB e da fusão entre as equipas Jayco-AlUla e Liv Racing TeqFind, não existiu nenhuma despromoção comm as duas equipas continentais melhores classificadas em 2023, AG Insurance-Soudal Quick-Step e Ceratizit-WNT a garantirem licenças WorldTour.
| Nome                           | País                   | Código UCI |
| ------------------------------ | ---------------------- | ---------- |
| AG Insurance-Soudal Quick-Step | Bélgica                | AGS        |
| Canyon SRAM Racing             | Alemanha               | CSR        |
| Ceratizit-WNT                  | Alemanha               | WNT        |
| FDJ-SUEZ                       | França                 | FST        |
| Fenix-Deceuninck               | Bélgica                | FED        |
| Human Powered Health           | Estados Unidos         | HPW        |
| Lidl–Trek                      | Estados Unidos         | LTK        |
| Liv AlUla Jayco                | Austrália              | LAJ        |
| Movistar Team                  | Espanha                | MOV        |
| Israel-Premier Tech Roland     | Suíça                  | CGS        |
| dsm-firmenich PostNL           | Países Baixos          | DFP        |
| Team SD Worx                   | Países Baixos          | SDW        |
| Team Visma-Lease a Bike        | Países Baixos          | JVL        |
| UAE Team ADQ                   | Emirados Árabes Unidos | UAD        |
| Uno-X Mobility                 | Noruega                | UXM        |

## Corridas
| Corrida                                  | Data                   | Primeira                   | Segunda                    | Terceira                    | Líder                      |
| ---------------------------------------- | ---------------------- | -------------------------- | -------------------------- | --------------------------- | -------------------------- |
| Tour Down Under                          | 12–14 Janeiro          | Sarah Gigante (AUS)        | Nienke Vinke (NED)         | Neve Bradbury (AUS)         | Sarah Gigante (AUS)        |
| Cadel Evans Race                         | 27 Janeiro             | Rosita Reijnhout (NED)     | Dominika Włodarczyk (POL)  | Cecilie Uttrup Ludwig (DEN) | Dominika Włodarczyk (POL)  |
| UAE Tour                                 | 8–11 Fevereiro         | Lotte Kopecky (BEL)        | Neve Bradbury (AUS)        | Mavi García (ESP)           | Neve Bradbury (AUS)        |
| Omloop Het Nieuwsblad                    | 24 Fevereiro           | Marianne Vos (NED)         | Lotte Kopecky (BEL)        | Elisa Longo Borghini (ITA)  | Lotte Kopecky (BEL)        |
| Strade Bianche                           | 2 Março                | Lotte Kopecky (BEL)        | Elisa Longo Borghini (ITA) | Demi Vollering (NED)        | Lotte Kopecky (BEL)        |
| Tour de Drenthe                          | 10 Março               | Lorena Wiebes (NED)        | Elisa Balsamo (ITA)        | Puck Pieterse (NED)         | Lotte Kopecky (BEL)        |
| Troféu Alfredo Binda-Comune di Cittiglio | 17 Março               | Elisa Balsamo (ITA)        | Lotte Kopecky (BEL)        | Puck Pieterse (NED)         | Lotte Kopecky (BEL)        |
| Bruges–De Panne                          | 21 Março               | Elisa Balsamo (ITA)        | Charlotte Kool (NED)       | Daria Pikulik (POL)         | Lotte Kopecky (BEL)        |
| Gent–Wevelgem                            | 24 Março               | Lorena Wiebes (NED)        | Elisa Balsamo (ITA)        | Chiara Consonni (ITA)       | Lotte Kopecky (BEL)        |
| Volta à Flandres                         | 31 Março               | Elisa Longo Borghini (ITA) | Katarzyna Niewiadoma (POL) | Shirin van Anrooij (NED)    | Lotte Kopecky (BEL)        |
| Paris-Roubaix                            | 6 Abril                | Lotte Kopecky (BEL)        | Elisa Balsamo (ITA)        | Pfeiffer Georgi (GBR)       | Lotte Kopecky (BEL)        |
| Amstel Gold Race                         | 14 Abril               | Marianne Vos (NED)         | Lorena Wiebes (NED)        | Ingvild Gåskjenn (NOR)      | Lotte Kopecky (BEL)        |
| La Flèche Wallonne                       | 17 Abril               | Katarzyna Niewiadoma (POL) | Demi Vollering (NED)       | Elisa Longo Borghini (ITA)  | Lotte Kopecky (BEL)        |
| Liège-Bastogne-Liège                     | 21 Abril               | Grace Brown (AUS)          | Elisa Longo Borghini (ITA) | Demi Vollering (NED)        | Lotte Kopecky (BEL)        |
| La Vuelta Femenina                       | 29 Abril – 5 Maio      | Demi Vollering (NED)       | Riejanne Markus (NED)      | Elisa Longo Borghini (ITA)  | Elisa Longo Borghini (ITA) |
| Itzulia Women                            | 10–12 Maio             | Demi Vollering (NED)       | Mischa Bredewold (NED)     | Juliette Labous (FRA)       | Elisa Longo Borghini (ITA) |
| Vuelta a Burgos                          | 16–19 Maio             |                            |                            |                             |                            |
| RideLondon Classique                     | 24–26 Maio             |                            |                            |                             |                            |
| Volta à Suíça                            | 15–18 Junho            |                            |                            |                             |                            |
| Giro de Itália                           | 7–14 Julho             |                            |                            |                             |                            |
| Tour de France                           | 12–18 Agosto           |                            |                            |                             |                            |
| GP Lorient Agglomération                 | 24 Agosto              |                            |                            |                             |                            |
| / Tour da Escandinávia                   | 27 Agosto – 1 Setembro |                            |                            |                             |                            |
| Tour de Romandie Féminin                 | 5–8 Setembro           |                            |                            |                             |                            |
| Simac Ladies Tour                        | 8–13 Setembro          |                            |                            |                             |                            |
| Tour da Ilha de Chongming                | 15–17 Outubro          |                            |                            |                             |                            |
| Tour de Guangxi                          | 20 Outubro             |                            |                            |                             |                            |

Cancelamentos
Em Janeiro de 2024, a SweetSpot – o organizador do The Women's Tour entrou em liquidação e a corrida foi removida do calendário de 2024.